# 棘刺锚参
棘刺锚参（学名：Protankyra bidenata）为锚参科刺锚参属的动物。分布于朝鲜半岛、菲律宾、日本以及中国大陆的渤海到北部湾沿岸等地，多见于沿岸浅海的泥底以及垂直分布从0-45m。该物种的模式产地在中国。